# Sandiniés
Sandiniés – miejscowość w Hiszpanii, w Aragonii, w prowincji Huesca, w comarce Alto Gállego, w gminie Sallent de Gállego, 95 km od miasta Huesca.
Według danych INE z 1991 roku miejscowość zamieszkiwały 54 osoby, a z 1999 roku - 47 osób. Wysokość bezwzględna miejscowości jest równa 1.294 metry.